# اشکان (بشاگرد)
اشکان، روستایی در دهستان گوهران بخش گوهران شهرستان بشاگرد در استان هرمزگان ایران است.

## جمعیت
بر پایه سرشماری عمومی نفوس و مسکن در سال ۱۳۹۵، جمعیت این روستا برابر با ۱۸۳ نفر (۴۵ خانوار) بوده‌است.